# Metacosmus schilingeri
Metacosmus schilingeri är en tvåvingeart som beskrevs av Hall 1976. Metacosmus schilingeri ingår i släktet Metacosmus och familjen svävflugor. Inga underarter finns listade i Catalogue of Life.